# Lotte Feder
Lotte Feder (født 22. oktober 1965 i Aalborg) er en dansk sangerinde, der repræsenterede Danmark ved Eurovision Song Contest i 1992 sammen med Kenny Lübcke og sangen "Alt Det Som Ingen Ser".

## Biografi
Lotte Feder (født Marcussen) begyndte sin musik karriere som sanger i Mellervang Koret fra Aalborg. Mellervang Koret var et af mange skolekor som i firserne indspillede plader. Korets leder Niels Drevsholt startede sammen med to af korets sangerinder, Lotte Marcussen og Bodil Agerscou, popgruppen Snapshot. Snapshot nåede at indspille fem albums, mest kendt er de dog for sangene "Gir' Du Et Knus?" og "A La Carte", begge kendt fra Dansk Melodi Grand Prix samt sangene "Made in Hong Kong" og "Hej Smukke". I 1992 vandt Lotte Dansk Melodi Grand Prix sammen med Kenny Lübcke, og i Malmö ved det internationale grand prix fik de en 12. plads. Sangen handlede om utroskab, hvilket medførte protester mod sangen i andre og mere religiøse europæiske lande.
Siden da har Lotte Feder lavet børnefjernsyn for TvDanmark op gennem 1990'erne, sammen med Søren Thorup på Børnekanalen, senere Milkshake og har blandt andet også arbejdet på TV2-showet Grib Mikrofonen. Hun er uddannet børnehavepædagog.
I dag (2019) er Lotte gift med Kenneth M. Nielsen, der tidligere har været opstillet som spidskandidat til byrådet i Faxe for partiet Liberal Alliance.

## Dansk Melodi Grand Prix
- 1983: Gi'r du et knus (2. plads)
- 1984: Á la carte (3. plads)
- 1988: Tid til lidt kærlighed (2. plads)
- 1989: Du og jeg" (8. plads)
- 1992: Alt det, som ingen ser (1. plads)